# آرتور پاور
آرتور پاور (انگلیسی: Arthur Power; ۱۲ آوریل ۱۸۸۹ – ۲۸ ژانویهٔ ۱۹۶۰) او افسر نیروی دریایی سلطنتی بود. او در جنگ جهانی اول به عنوان افسر توپخانه شرکت کرد و در نبرد داردانل حضور داشت. در طول سال‌های بین دو جنگ، او فرماندهی مدرسه توپخانه در کشتی اچ‌ام‌اس اکسلنت و سپس ناو هواپیمابر اچ‌ام‌اس آرک رویال را بر عهده داشت.
در طول جنگ جهانی دوم، او نقش رهبری در برنامه‌ریزی حمله متفقین به سیسیل و حمله متفقین به ایتالیا ایفا کرد و سپس فرماندهی نیروهای دریایی برای پیاده شدن واقعی سپاه پنجم در تارانتو در ایتالیا در سپتامبر ۱۹۴۳ را بر عهده داشت. او در مراحل پایانی جنگ به عنوان فرمانده کل ناوگان هند شرقی منصوب شد و حملات دریایی به ارتش امپراتوری ژاپن در بورنئو و مالایا را انجام داد. پس از جنگ، او به عنوان لرد دوم دریا و رئیس پرسنل نیروی دریایی، فرمانده کل ناوگان مدیترانه و سپس فرمانده کل پورتسموث منصوب شد.